# Biblioteca nacional de Kazajistán
La Biblioteca nacional de Kazajistán o la Biblioteca nacional de la República de Kazajistán (NLRK) (en kazajo: Қазақстан Республикасының ұлттық кітапханасы; en ruso: Национальная библиотека Казахстана) es la biblioteca nacional de Kazajistán. El espacio adquiere gratuitamente copias legales de libros, información regional y nacional, revistas, periódicos de distrito y otras producciones impresas emitidas en Kazajistán.
Su fecha de creación suele considerarse que es el 31 de diciembre de 1910. En 1991 la biblioteca adoptó el nombre a la Biblioteca Nacional de la República de Kazajistán , y se le dio especial trascendencia pública como un bien cultural valioso de la República.